# Koichi Yamadera
Kōichi Yamadera (Japans: 山寺 宏一, Yamadera Kōichi) (Shiogama, 17 juni 1961) is een Japans acteur en seiyū (stemacteur). Hij is het bekendst van het dubben van onder meer Will Smith, Jim Carrey en Eddie Murphy.

## Filmografie (selectie)

### Tv-anime
- Cowboy Bebop (Spike Spiegel)
- Donkey Kong (Donkey Kong)
- Ghost in the Shell: Stand Alone Complex (Togusa)
- Neon Genesis Evangelion (Ryōji Kaji)
- Oh! Edo Rocket (Ginjirō)
- Stitch! (Stitch, Yūna's vader)

### Original video animation
- Nineteen19 (Kazuya Kawara)
- Apocalypse Zero (Kakugo Hagakure)
- Compiler (Nachi Igarashi)
- Doomed Megalopolis (Junichi Narutaki)
- Megazone 23 (Shinji Nakagawa)
- Megazone 23 Part III (Shion)
- Mermaid's Forest (Yūta)
- Mermaid's Scar (Yūta)
- Oz (Ordis Nate)
- Photon (Papacharino Nanadan)
- Saiyuki (Sha Gojyo)
- Shamanic Princess (Kagetsu)

### Anime-films
- Ghost in the Shell (Togusa)
- Ghost in the Shell 2: Innocence (Togusa)
- Memories (Miguel)
- Millennium Actress (de man met de sleutel)
- Mobile Suit Gundam: Char's Counterattack (Gyunei Guss)
- Ninja Scroll (Jūbee Kibagami)
- Paprika (Morio Osanai)
- Tokyo Godfathers (taxichauffeur)
- Vampire Hunter D: Bloodlust (Meier Link)
- X (Sorata Arisugawa)

### Games
- Kingdom Hearts (Donald Duck, Genie, Mushu, Beast, Sebastian)

### Drama
- Aikotoba wa Yūki (Chikō Keno)
- Doyō Drama: Shanhai Typhoon
- Shikaotoko (Deer (stem))
- Hikeshi Ya Komachi (Higashi Mama)
- Jyoshiana Icchokusen!
- Kiteretsu Daihyakka (Eisuke Kite)
- Koinu no Waltz (Katsuyuki Imai)
- Kuitan
- Psycho Doctor (Rikiishi)
- Yoishyo no Otoko (Shinya Matsunaga, verteller)

### Films
- 20th Century Boys 2: Saigo Kibō (Konchi (Yūichi Konno))
- Godzilla, Mothra and King Ghidorah: Giant Monsters All-Out Attack (tv-producer)
- Godzilla: Final Wars (verteller)
- Godzilla vs. Megaguirus: G Extermination Strategy (Yama-chan)
- Minna no Ie (Kikuma Aonuma)
- Talking Head (Ōtsuka (stem))
- The Uchōten Hotel (Dabudabu de Duck (stem))
- Yatterman (Narration, Yatter-Wan (stem), Odatebuta (stem))